# Archives d'État de Genève
Ne doit pas être confondu avec Archives de la ville de Genève.
Pour les articles homonymes, voir AEG.
Les archives d'État de Genève (AEG) sont les archives du canton de Genève, en Suisse.

## Mission
Logées dans l’ancien bâtiment de la Halle de la Maison de Ville, les archives d'État de Genève ont pour mission de « veiller à la constitution, à la gestion et à la conservation des archives publiques dans leur ensemble ». Elles gèrent l'archivage des documents issus des trois pouvoirs de l'État (législatif, exécutif et judiciaire) ainsi que des grandes institutions parapubliques qui lui sont rattachées. En outre, les AEG conseillent et encadrent les activités d'archivage des communes. Les AEG conservent également des archives dites « privées » en lien avec Genève : des fonds d’associations, de partis politiques, de syndicats, de familles ou de particuliers. Les AEG constituent de cette manière la mémoire de l'État et de ses activités, de même que celle d’une partie de la société civile.
Les bases légales des AEG sont la Loi sur les Archives publiques (LArch, du 1er décembre 2000), et le règlement d'application de la Loi sur les archives publiques (RArch, du 21 août 2001).

## Activités
Les AEG assurent plusieurs activités distinctes, parmi lesquelles le conseil aux producteurs d'archives, la collecte, le classement et la description des documents. En matière de conservation des documents, les AEG appliquent à la fois des mesures de conservation préventive et des interventions de restauration des éléments endommagés dans leur atelier de restauration. De façon à accompagner le développement des documents numériques, les AEG ont également mis en place un programme d'archivage électronique à long terme et collaborent dans ce domaine avec les Archives fédérales suisses.
Pour faciliter la consultation de leurs documents, les AEG ont installé dès 2005 un atelier de numérisation. Une partie de leurs collections est désormais disponible en ligne sous forme d'images numériques. Par ailleurs, des expositions permettent de mettre en valeur le patrimoine conservé par l'institution. 
Enfin, en lien avec les archivistes de département, les AEG conseillent et encadrent les services dans la gestion des documents courants. Les AEG interviennent de manière globale dans la gouvernance de l'information au sein de l'administration. 
Les AEG sont inscrites comme bien culturel suisse d'importance nationale, tout comme le bâtiment de l'ancien arsenal qui les abrite et l’annexe de la Terrassière qui regroupe les cadastres, les cartes et les plans non microfilmés.

## Collections
Les AEG conservent environ 30 kilomètres de documents couvrant les activités de l'administration depuis le début du XIVe siècle. Délibérations, décisions et correspondance de l'Exécutif et du Législatif à travers toutes leurs mutations dans le temps, mais aussi les documents des services de l'administration en lien avec la gestion des finances, du territoire et des bâtiments, de la population et des personnes, de la justice et de la police, de l'armée, de la santé et de la médecine, de la propriété et de l'économie. On pourrait encore mentionner les archives notariales, la Réforme et l'Église protestante de Genève, le « portefeuille historique » comprenant quelque 40 000 pièces d’importance allant de 912 à 1846 ou encore les nombreuses archives privées de personnes et d'associations. Un ensemble vaste et complexe documentant l'histoire de Genève que l'on pourra compléter à l'aide des documents conservés aux Archives de la ville de Genève ou au Département des manuscrits de la Bibliothèque de Genève. Ces documents sont répertoriés dans des inventaires papiers et sur une base de données appelée « Adhémar » accessible en ligne.
Les Archives d'État de Genève mettent également à disposition une bibliothèque sur l'histoire de Genève et de sa région. 

## Historique
Au Moyen Âge, Genève est soumise à l'autorité de l'évêque. Dès le XIVe siècle, la communauté des citoyens et bourgeois de Genève commence cependant à développer son autonomie en obtenant des droits et privilèges. Cela implique le développement d'une autorité communale et l'apparition de titres, de pièces juridiques prouvant des droits, autrement dit, l'apparition d'archives. Dès le milieu du XVe siècle on trouve ainsi à Genève des documents d'archives, des dépôts pour leur conservation et des instruments de recherches. 

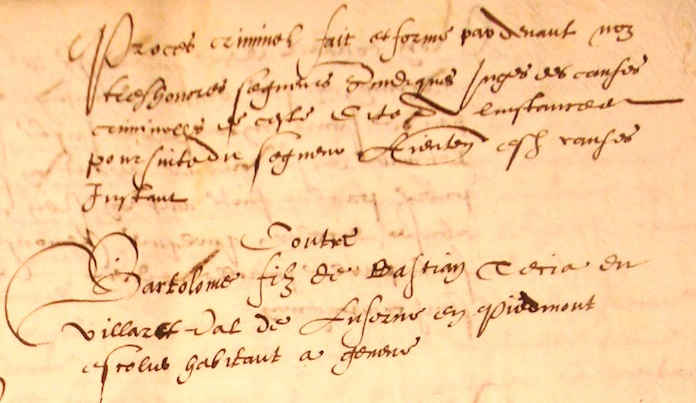
Sentence du procès de Bartholomé Tecia. P.C. 1359.

Au fil du temps, alors que cette communauté devient de plus en plus importante, puis souveraine avec le départ de l'évêque au début du XVIe siècle, les archives ne vont cesser de gagner en importance.  Bien que la question de leur gestion revienne périodiquement dans les délibérations des autorités, elle reste en pratique très sommaire. Contrairement à ce qui se fait dans d'autres états européens, il n'y a pas d'archiviste, ni de registrator (de) chargé de s'en occuper. Jusqu'à la fin du XVIIe siècle, chaque bureau conserve ses archives séparément. Au XVIIIe siècle, bien que toujours dispersées, des efforts de réorganisation amélioreront la situation. 
Sur toute cette période, les archives et les inventaires qui les décrivent sont réalisés en fonction des besoins du fonctionnement de l'administration. Elles servent avant tout à prouver les titres et les droits de la communauté. Leur disponibilité pour les historiens est extrêmement limitée, les archives sont avant tout le lieu du secret d'État. Ce n'est qu'avec la Restauration que les archives seront progressivement ouvertes au public. Il faut dire que le changement de régime, une Europe nouvelle, un territoire redessiné par le Congrès de Vienne, les traités de Paris et de Turin ainsi que l'entrée de Genève dans la Confédération rendent caducs une grande partie des documents. Jusqu'alors dispersées en différents lieux, les archives sont rassemblées et placées sous la responsabilité d'un « gardien » en 1815. Leur classement ne commencera cependant qu'en 1839 avec la nomination d'un premier archiviste, Louis Sordet. Au sein des archives, l'histoire se fait alors une place aux côtés des fonctions juridiques et administratives. Le public d'alors est la génération d'historiens fondatrice de la Société d'histoire et d'archéologie de Genève.

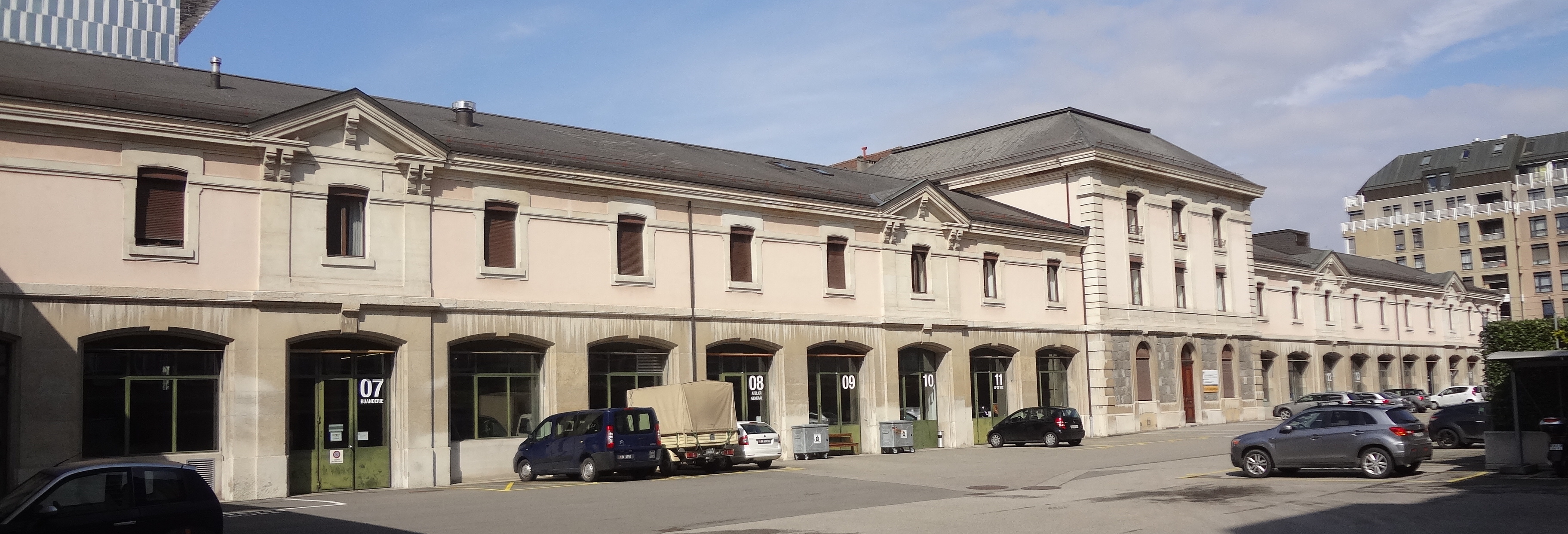
L’arsenal de Plainpalais en 2018, futur Hôtel des archives. La cour devrait devenir un jardin public.

En 2018, les archives occupent 30 km de rayons, dans sept lieux répartis sur quatre sites « souvent vétustes ». Un nouvel « hôtel des archives » est prévu à l’emplacement de l’arsenal de Plainpalais, un bâtiment de style néo-classique, classé, construit en 1875-1876 par John Camoletti. La Fondation Hans Wilsdorf s’engage dans le financement du nouveau bâtiment (au travers de l’association « L'avenir du passé ») : elle offre la moitié des cinquante millions nécessaires à la transformation de l’arsenal et la construction d’un dépôt souterrain de deux niveaux (d’une capacité de 50 km). Le concours d’architecture est gagné par Pont 12 architectes avec l'atelier du paysage de Lausanne et EDMS ingénieurs de Genève,,.